# Ruisbroek (Sint-Pieters-Leeuw)
Ruisbroek (fr. Ruysbroeck) – dzielnica (deelgemeente) gminy Sint-Pieters-Leeuw w Belgii, w Regionie Flamandzkim, w prowincji Brabancja Flamandzka, w okręgu Halle-Vilvoorde. 1 stycznia 2020 roku liczyła 7048 mieszkańców. Do 31 grudnia 1976 samodzielna gmina.

## Demografia
Liczba mieszkańców, stan na 1 stycznia:
| Rok                | 1900 | 1930 | 1970 | 2020 |
| ------------------ | ---- | ---- | ---- | ---- |
| Liczba mieszkańców | 4153 | 5472 | 5824 | 7048 |